# Publio Manlio Capitolino
Publio Manlio Capitolino (en latín Publius Manlius Capitolinus) tribuno en el año 379 a. C.. 
Fue dictador en 368 a. C., como sucesor de Marco Furio Camilo, con el fin de restablecer la paz entre los dos órdenes y, durante su gobierno, las Leyes Licinias entraron en vigor. Al año siguiente fue elegido tribuno consular por segunda vez.